# UD Puçol
Unión Deportiva Puçol – hiszpański klub piłkarski, grający w Regional Preferente, mający siedzibę w mieście Puçol. Rozgrywający swoje mecze na Estadio José Claramunt, który pomieści 2000 tysiące widzów.

## Sezony
- 11 sezonów w Tercera División